# Locul fosilifer Valea Deșului
Locul fosilifer Valea Deșului este o arie protejată de interes național ce corespunde categoriei a IV-a IUCN (rezervație naturală de tip paleontologică), situată în județul Gorj, pe teritoriul administrativ al comunei Vladimir.

## Descriere
Rezervația naturală cu o suprafață de 1 ha a fost declarată arie protejată prin Legea Nr.5 din 6 martie 2000 (privind aprobarea Planului de amenajare a teritoriului național - Secțiunea a III-a - zone protejate) și reprezintă o zonă de luncă formată între văile râurilor Amaradiei și Gilortului, unde în rocă sedimentară alcătuită din nisipuri și argile au fost descoperite resturi de faună fosilă levantină.